# Just de Bretenières
 (juillet 2020).
Si vous disposez d'ouvrages ou d'articles de référence ou si vous connaissez des sites web de qualité traitant du thème abordé ici, merci de compléter l'article en donnant les références utiles à sa vérifiabilité et en les liant à la section « Notes et références ».
Pour les articles homonymes, voir Saint-Just.
Saint Just de Bretenières, de son nom civil Just Ranfer de Bretenières, né à Chalon-sur-Saône en Saône-et-Loire le 28 février 1838, mort décapité à Saenamteo près de Séoul, le 8 mars 1866 , est un prêtre missionnaire français. Il fait partie des 103 martyrs de Corée canonisés le 6 mai 1984 par Jean-Paul II.

## Biographie
Just Ranfer de Bretenières est né à Chalon-sur-Saône, au domicile de ses grands-parents maternels, le 28 février 1838. Il descend d’une lignée de magistrats au Parlement de Bourgogne.
Simon-Marie-Antoine-Just, appartenait au diocèse de Dijon, par le domicile de sa famille qui était dans cette ville. Il naquit dans la paroisse Saint-Pierre à Chalon-sur-Saône (Saône-et-Loire), le 28 février 1838.
La famille se partage entre le château de Bretenières (aujourd'hui, Bretenière) et le pavillon Saint-François de Sales, rue Vannerie à Dijon.
En 1851, Just et son frère cadet, Christian, sont confiés à un jeune précepteur, l'abbé Gautrelet.
Nerveux et sensible, Just éprouve dès son plus jeune âge, une crainte excessive de la douleur, mais son attirance pour la vie missionnaire le pousse à s’entraîner à supporter la fatigue, la chaleur et la soif, et pendant les vacances, lors des randonnées en montagne, il s’habitue à porter des fardeaux.
En 1856, il obtient son baccalauréat à Lyon et s’inscrit en licence de lettres. Attiré par les missions étrangères, sur les conseils de son confesseur et de ses parents, il entre au Séminaire d'Issy à Paris où il passe deux ans à étudier. On lui confie les fonctions d'organiste et d'infirmier.
Après avoir commencé ses études philosophiques et théologiques au séminaire de Saint-Sulpice à Issy, il entra tonsuré au Séminaire des M.-E. 
Le 25 juillet 1861, il entre au séminaire des Missions étrangères de Paris, rue du Bac. Les années passent dans la prière, l'étude et le travail et y reçoit l'ordination sacerdotale le 21 mai 1864..
Le 21 mai 1864, Just est ordonné prêtre. Il écrit à un de ses amis : « Demandez pour moi la grâce du martyre ». Le 15 juillet suivant, il partait pour la Corée ; au mois de novembre, il s'installait à Yang-kouan, en Mandchourie.
Il n'a plus qu'à attendre l’ordre de partir. Les aspirants aux missions à cette époque ignorent jusqu'au dernier moment le lieu de leur destination. Ils doivent être prêts à accepter de la main de Dieu la mission où ils seront envoyés, quelle qu'elle soit. C’est en Corée qu’il doit partir et il en est heureux : « Vive la Corée, terre des martyrs ! » écrit-il. En effet, depuis près d’un siècle le sang des chrétiens a coulé abondamment sur la terre de Corée.

### Mission en extrême-Orient
Le 19 juillet 1864, Just et neuf de ses confrères s'embarquent à Marseille pour l'Extrême-Orient. Après avoir fait escale à Alexandrie, Suez, Ceylan, Singapour, ils séjournent à Hong Kong pour reprendre des forces. Ils entrent clandestinement en Corée le 29 mai 1865. Just réside quelque temps à Séoul, auprès de l’évêque, Monseigneur Berneux. Il se cache alors chez des chrétiens dans une chambre très austère, ne sortant que la nuit, vêtu de la tenue noire de deuil qui l’enveloppe de la tête au pied afin de ne pas être reconnu, car les chrétiens risquent des persécutions. Au bout de six mois, grâce à l'aide d'un jeune chrétien, Just, devenu le père Païk Chen Fou « le père blanc comme neige », parle et comprend suffisamment la langue coréenne pour prêcher et confesser. Un an plus tard, il entend les fidèles en confession, baptise les néophytes, célèbre des mariages, donne la confirmation et administre souvent l'extrême-onction.
Les catéchumènes viennent de très loin, parfois 150 km et même davantage pour se faire baptiser ou pour recevoir la communion.
Mais après une période calme, la persécution contre les Européens et les chrétiens reprend. La trahison d'un domestique de l'évêque entraîne l'arrestation de plusieurs prêtres. Siméon-François Berneux est incarcéré le 23 février 1866. Trois jours plus tard, des soldats font irruption dans la chambre de Just au moment où il s'apprête à célébrer la messe, et l'emmènent, lié avec une corde rouge, signe distinctif des grands criminels.
Dans sa prison, il retrouve Siméon-François Berneux, et les pères Beaulieu et Dorie qui seront torturés avec lui. Ils subissent le supplice du shien-noum : on assène au patient, ligoté sur une chaise, des coups de bâton de section triangulaire sur les tibias et les pieds. Quatre jours de suite, les missionnaires comparaissent devant diverses instances. Après chaque interrogatoire, leur corps est labouré avec un pieux pointu de la grosseur du bras.
Incapables de se tenir debout, les condamnés, liés chacun sur une chaise, sont portés sur le lieu de l'exécution de Saenamteo à environ 5 km de Séoul. Quatre cents soldats en armes tiennent la foule en respect.
Le 8 mars 1866, appelé le deuxième, après son évêque, Just est posé à terre, et dépouillé de ses vêtements. Chacune des deux oreilles, repliée sur elle-même, est percée d'une flèche. Sous ses bras, liés derrière le dos, on passe un long bâton: deux soldats le portent ainsi pendant une longue marche en spirale pour le montrer à l'assemblée. Puis, il est déposé au sol, à genoux, la tête penchée en avant. Au signal du mandarin, six bourreaux exécutent une danse circulaire en brandissant leurs sabres et en poussant des cris féroces: « À mort ! À mort ! » et donnent des coups de sabre. Au quatrième, la tête tombe[réf. nécessaire].  
Son frère Christian, également devenu prêtre, après bien des difficultés avec l'évêque de Séoul, qui tient à conserver sur place ces reliques, réussit à faire rapatrier les restes du martyr pour les inhumer dans le caveau familial auprès de ses parents.

## La canonisation
Le 6 mai 1984, les 103 martyrs de Corée, parmi lesquels Siméon-François Berneux, Just de Bretenières, Henri Dorie, Jacques Chastan et le père Louis Beaulieu, sont canonisés à Séoul.
De fait, l'Église catholique en Corée a connu, et connaît encore de nos jours, un essor étonnant. Les catholiques y représentent près de 8 % de la population. Ainsi, le président de la Corée du Sud, élu le 18 décembre 1997 et prix Nobel de la Paix (18 octobre 2000) est-il un catholique pratiquant.
Aujourd'hui, Saint Just repose dans une châsse installée dans le chœur de la vieille église de Bretenières. On trouve également quelques reliques dans une statue reliquaire de l'église Saint-Pierre de Chalon-sur-Saône, sa ville natale.

## Marques de reconnaissance
Son nom a été donné à :
- La paroisse Saint-Just-de-Bretenières, à Chalon-sur-Saône, sa ville natale, nommée d'après lui, et regroupant la cathédrale de la ville, les églises Saint-Pierre, Saint-Côme, et la Chapelle de la Citadelle.
- Une rue de Chalon-sur-Saône porte le nom de rue Just de Bretenières.
- Une rue de Dijon porte le nom de rue Ranfer de Bretenières[1].
- L'église Saint-Just à Talant, près de Dijon,
- La paroisse de la plaine de la Saône en Côte-d'Or qui comprend les villages suivants : Aiserey, Bretenière, Échigey, Fauverney, Izeure, Izier, Longecourt-en-Plaine, Magny-sur-Tille, Marliens, Pluvet, Rouvres-en-Plaine, Tart-l'Abbaye, Tart-le-Bas, Tart-le-Haut et Thorey-en-Plaine.
- Un groupe de Scouts Unitaires de France: le groupe Saint-Just-de-Bretenières à Dijon.
- La municipalité Saint-Just-de-Bretenières dans la municipalité régionale de comté de Montmagny au Québec.